# Попелів
Попелі́в —  село Тлумацької міської громади Івано-Франківського району Івано-Франківської області.
Відповідно до Розпорядження Кабінету Міністрів України від 12 червня 2020 року № 714-р «Про визначення адміністративних центрів та затвердження територій територіальних громад Івано-Франківської області» увійшло до складу Тлумацької міської громади 

## Уродженці
- Артим Дмитро Іванович (* 1963) — український художник.